# Marieke Wijsman
Anne Marie Louise (Marieke) Wijsman (Leusden, 9 mei 1975) is een Nederlands oud-langebaanschaatsster. Wijsman was gespecialiseerd in de sprintafstanden. Wijsman werd na haar sportcarrière politieagente.

## Biografie

### Schaatsster
Wijsman brak door in het schaatsseizoen van 1997/1998 toen ze zich wist te plaatsen voor de Olympische Winterspelen van 1998 in Nagano. Ook vier jaar later in Salt Lake City nam ze deel.
Op 29 december 2005 eindigt Wijsman tijdens het Nederlands kampioenschap afstanden in Heerenveen op de 500 meter op de vierde plaats achter Marianne Timmer, Annette Gerritsen en Sanne van der Star. Op dit toernooi werden tevens de tickets voor de Olympische Winterspelen 2006 in Turijn verdiend. Deze vierde plaats gaf haar nog geen zekerheid over deelname aan de Olympische Spelen, omdat ze niet vooraf genomineerd was. Daarom diende Wijsman evenals Van der Star te wachten tot KNSB met een beslissing komt. Uiteindelijk viel de keuze van de KNSB - na een skate-off - op Van der Star.

### Topsporter in dienst bij de politie
Wijsman wordt politieagente in Friesland. In juni 2006 is zij een van de eerste sporters die gebruikmaakt van een nieuwe regeling tussen de politie en de NOC*NSF voor sporters. Ze krijgt een vast dienstverband, met ruimte voor trainingen en wedstrijden. Marieke wilde al langer bij de politie. Een tijdje terug, toen ze eigenlijk wilde stoppen met schaatsen, solliciteerde ze al, nog voor de regeling voor sporters er was. Overigens moeten sporters die van de regeling gebruik willen maken, aan de standaard toelatingseisen voldoen en vindt ook de reguliere screening plaats.

### Einde schaatscarrière en student politieacademie
Haar laatste wedstrijd schaatste Wijsman bij de wereldbekerwedstrijden in Berlijn van 17 tot en met 19 november 2006. Op 22 december 2006 maakte Wijsman bekend dat ze per direct ging stoppen met wedstrijdschaatsen. Ze gaat zich volledig richten op haar politieopleiding. Ze wilde aanvankelijk trainen met Frouke Oonk onder leiding van de Amerikaanse Chris Witty, maar die was eerder dat seizoen geblesseerd geraakt. Zonder ploeg en zonder trainer kon ze niet meer de motivatie opbrengen om in haar eentje verder te gaan.
De opleiding aan de politieacademie neemt zij voortvarend ter hand. Ondanks het combineren van opleiding en schaatsen de eerste maanden, rondt zij de vierjarige opleiding in minder dan drie jaar af. Haar diploma werd op 10 juli 2009 uitgereikt. Zij werd daarop politiemedewerker van het korps Fryslân in de rang van brigadier. Zij is werkzaam op Ameland.

## Persoonlijke records
| Afstand    | Tijd    | Datum            | Baan           |
| ---------- | ------- | ---------------- | -------------- |
| 500 meter  | 38,31   | 13 februari 2002 | Salt Lake City |
| 1000 meter | 1.16,48 | 17 februari 2002 | Salt Lake City |
| 1500 meter | 2.00,03 | 29 januari 2000  | Calgary        |
| 3000 meter | 4.17,22 | 30 januari 2000  | Calgary        |
| 5000 meter | 7.30,33 | 16 januari 2000  | Hamar          |

## Resultaten
| jaar | NK Afstanden                | NK Sprint | NK Allround | EK Allround | WK Allround | WK Sprint | WK Afstanden       | Olympische Spelen  |
| ---- | --------------------------- | --------- | ----------- | ----------- | ----------- | --------- | ------------------ | ------------------ |
| 1995 | 9e 500m 9e 1000m            | 10e       | nc15        |             |             |           |                    |                    |
| 1996 | 1500m · 5e 3000m · 5e 5000m | 7e        | nc14        |             |             |           |                    |                    |
| 1997 |                             | 4e        | ns4         |             |             | 20e       |                    |                    |
| 1998 | 5e 500m 5e 1000m 5e 1500m   | 13e       | nc10        |             |             |           | 13e 1500m          | 24e 500m 20e 1000m |
| 1999 |                             | 6e        |             |             |             |           | 9e 1500m           |                    |
| 2000 |                             | Brons     | 4e          | 11e         | nc14        | 18e       |                    |                    |
| 2001 | 7e 500m 10e 1000m 9e 1500m  | 5e        |             |             |             |           |                    |                    |
| 2002 | 6e 1000m                    | Brons     |             |             |             | 11e       |                    | 18e 500m 18e 1000m |
| 2003 | 6e 500m 4e 1000m 12e 1500m  | Zilver    |             |             |             | 23e       | 12e 500m 13e 1000m |                    |
| 2004 | 4e 500m 4e 1000m            | 5e        |             |             |             |           |                    |                    |
| 2005 | 5e 500m 9e 1000m            | 4e        |             |             |             | 23e       |                    |                    |
| 2006 | 4e 500m 8e 1000m            | 4e        |             |             |             | 16e       |                    |                    |
| 2007 | 6e 500m 16e 1000m           |           |             |             |             |           |                    |                    |